# Apocephalus cuneatus
Apocephalus cuneatus är en tvåvingeart som beskrevs av Borgmeier 1958. Apocephalus cuneatus ingår i släktet Apocephalus och familjen puckelflugor. Inga underarter finns listade i Catalogue of Life.